# آرمادیلوی دم‌برهنه شمالی
آرمادیلوی دم‌برهنه شمالی (نام علمی: Cabassous centralis) نام یک گونه از سرده دم‌برهنه‌ها است.